# Нюбібер (Каліфорнія)
Нюбібер (англ. Nubieber) — переписна місцевість (CDP) в США, в окрузі Лассен штату Каліфорнія. Населення — 19 осіб (2020).

## Географія
Нюбібер розташований за координатами 41°5′48″ пн. ш. 121°10′56″ зх. д. / 41.09667° пн. ш. 121.18222° зх. д. (41.096627, -121.182163).  За даними Бюро перепису населення США в 2010 році переписна місцевість мала площу 1,96 км², з яких 1,94 км² — суходіл та 0,02 км² — водойми.

## Демографія
Згідно з переписом 2010 року, у переписній місцевості мешкало 50 осіб у 18 домогосподарствах у складі 12 родин. Густота населення становила 26 осіб/км².  Було 24 помешкання (12/км²).
Расовий склад населення:
| - 52,0 % — білих - 26,0 % — корінних американців - 12,0 % — осіб інших рас |

До двох чи більше рас належало 10,0 %. Частка іспаномовних становила 20,0 % від усіх жителів.
За віковим діапазоном населення розподілялося таким чином: 24,0 % — особи молодші 18 років, 68,0 % — особи у віці 18—64 років, 8,0 % — особи у віці 65 років та старші. Медіана віку мешканця становила 35,0 року. На 100 осіб жіночої статі у переписній місцевості припадало 163,2 чоловіків;  на 100 жінок у віці від 18 років та старших — 137,5 чоловіків також старших 18 років.
Цивільне працевлаштоване населення становило 0 осіб. 